# Aspergillus paradoxus
Aspergillus paradoxus är en svampart som beskrevs av Fennell & Raper 1955. Aspergillus paradoxus ingår i släktet Aspergillus och familjen Trichocomaceae.   Inga underarter finns listade i Catalogue of Life.